# Hok Sochetra
Hok Sochetra (né le 27 juillet 1974) est un footballeur cambodgien évoluant au poste d'attaquant.
Hok Sochetra, qui était l'entraîneur du Post tel FC a rechaussé les crampons, il est revenu de sa retraite le 31/01/2009, pour disputer le 1/8e de finale de la Hun Sen Cup sous les couleurs de Preah Kanh Reach.

## Carrière de joueur
Meilleur buteur de l'histoire de la sélection cambodgienne avec 42 buts, Hok Sochetra a notamment fait les beaux jours du club cambodgien de Samart United (aujourd'hui nommé Phnom Penh Empire) avec qui il remporta la ligue-cambodgienne-de-football en 2002. 
Il est considéré comme le meilleur attaquant cambodgien de l'histoire et compte parmi les tout meilleurs attaquants d'Asie du Sud-Est de tous les temps.
Hok Sochetra est de retour sur les terrains en tant que joueur, il évolue au sein du club de Preah Kanh Reach.

## Carrière d'entraîneur
Hok Sochetra est aujourd'hui entraîneur de football, il est actuellement à la tête de l'équipe de première ligue cambodgienne de Post Tel FC.
Hok Sochetra n'est plus l'entraîneur de Post Tel FC depuis la fin janvier 2009, il est de nouveau footballeur, il évolue au sein du club de Preah Kanh Reach.
Il entraîne l'équipe nationale du Cambodge de juillet à octobre 2012. Il démissionne après les 4 défaites en 4 matches lors des qualifications pour le Championnat d'Asie du Sud-Est.